# Bob Childers
Robert Wayne "Bob" Childers (20 de Novembro de 1946, West Union (Virgínia Ocidental) - 22 de Abril de 2008, Stillwater, Oklahoma) foi um cantor e compositor norte-americano de country/folk que alcançou aclamação crítica generalizada desde os anos 1970. Childers alternadamente ficou conhecido como o "pai" "avô" ou "padrinho" do estilo de música Red Dirt. A notoriedade de Childers como um compositor o levou a comparações com Bob Dylan e Woody Guthrie.